# Босна и Херцеговина на Летњим олимпијским играма 2020.
Босна и Херцеговина је учествовала на Летњим олимпијским играма 2020. у Токију од 23. јула до 8. августа 2021. године. Ово је било укупно осмо учешће босанскохерцеговачких спортиста на ЛОИ од стицања независности земље.

## Учесници по спортовима
| Спорт      | Мушкарци | Жене | Укупно |
| ---------- | -------- | ---- | ------ |
| Атлетика   | 2        | 0    | 2      |
| Пливање    | 1        | 1    | 2      |
| Стрељаштво | 0        | 1    | 1      |
| Теквондо   | 1        | 0    | 1      |
| Џудо       | 0        | 1    | 1      |
| 5 спортова | 4        | 3    | 7      |

## Атлетика
| Атлетичар | Дисциплина | Квалификације | Квалификације | Полуфинале | Полуфинале | Финале   | Финале  |
| Атлетичар | Дисциплина | Резултат      | Пласман       | Резултат   | Пласман    | Резултат | Пласман |
| --------- | ---------- | ------------- | ------------- | ---------- | ---------- | -------- | ------- |
| Амел Тука | 800 м      | 1:45.48       | 2 КВ          | 1:44.53    | 2 ЌВ       | 1:45.98  | 6       |

| Атлетичар   | Дисциплина | Квалификације | Квалификације | Финале   | Финале  |
| Атлетичар   | Дисциплина | Резултат      | Пласман       | Резултат | Пласман |
| ----------- | ---------- | ------------- | ------------- | -------- | ------- |
| Месуд Пезер | кугла      | 21,33         | 3 ЌВ          | 20,08    | 11      |

## Пливање
| Пливачица      | Дисциплина    | Квалификације | Квалификације | Полуфинале        | Полуфинале        | Финале            | Финале            |
| Пливачица      | Дисциплина    | Време         | Пласман       | Време             | Пласман           | Време             | Пласман           |
| -------------- | ------------- | ------------- | ------------- | ----------------- | ----------------- | ----------------- | ----------------- |
| Емир Муратовић | 50м слободно  | 22,91         | 42            | Није се пласирао  | Није се пласирао  | Није се пласирао  | Није се пласирао  |
| Емир Муратовић | 100м слободно | 50,43         | 45            | Није се пласирао  | Није се пласирао  | Није се пласирао  | Није се пласирао  |
| Лана Пудар     | 100м делфин   | 58,32         | 19            | Није се пласирала | Није се пласирала | Није се пласирала | Није се пласирала |

## Стрељаштво
| Стрелац           | Дисциплина                | Квалификације | Квалификације | Финале            | Финале            |
| Стрелац           | Дисциплина                | Резултат      | Пласман       | Резултат          | Пласман           |
| ----------------- | ------------------------- | ------------- | ------------- | ----------------- | ----------------- |
| Татјана Ђекановић | ваздушни пиштољ 10 м жене | 613.2         | 47/50         | Није се пласирала | Није се пласирала |

## Теквондо
| Теквондиста | Категорија | Прво коло          | Четвртфинала       | Полуфинала         | Репесаж            | Финале/ БМ         | Финале/ БМ |
| Теквондиста | Категорија | Противник Резултат | Противник Резултат | Противник Резултат | Противник Резултат | Противник Резултат | Пласман    |
| ----------- | ---------- | ------------------ | ------------------ | ------------------ | ------------------ | ------------------ | ---------- |
| Неџад Хусић | −68 кг     | Сузуки ПОБ 22:2    | Ваел ПОБ 8:7       | Рашитов ИЗГ 5:28   | Н/Д                | Реџбер ИЗГ 13:22   | 5          |

## Џудо
Босна и Херцеговина је осигурала једну учесничку квоту у џудоу преко пласмана на ранг листи Светске џудо федерације.
| Такмичар     | Дисциплина | Прво коло          | Друго коло           | Четвртфинале       | Полуфинале         | репесаж            | Финале / БзБ       | Финале / БзБ      |
| Такмичар     | Дисциплина | Противник Резултат | Противник Резултат   | Противник Резултат | Противник Резултат | Противник Резултат | Противник Резултат | Пласман           |
| ------------ | ---------- | ------------------ | -------------------- | ------------------ | ------------------ | ------------------ | ------------------ | ----------------- |
| Лариса Церић | +78 кг     | Маренко ПОБ 10–00  | Киндзерска ИЗГ 00–10 | Није се пласирала  | Није се пласирала  | Није се пласирала  | Није се пласирала  | Није се пласирала |